# Unity Building
El Unity Building fue un edificio situado en 127 North Dearborn Street Chicago, Illinois (Estados Unidos). Con 17 pisos, fue en el momento de su inauguración uno de los edificios más altos de la ciudad. Gustave Loehr tenía una oficina en este edificio, y fue en su oficina donde el Rotary Club of Chicago, celebró allí su primera reunión el 23 de febrero de 1905.
El Unity fue diseñado por el arquitecto Clinton J. Warren. Fue construido entre 1890 y 1892 por John Peter Altgeld, quien se convirtió en el vigésimo gobernador de Illinois. Fue demolido en 1989.